# Saison 10 d'Hercule Poirot
Chronologie
Saison 9 Saison 11
Cet article présente le guide des épisodes de la saison 10 de la série télévisée britannique Hercule Poirot (Agatha Christie's Poirot).

## Distribution principale
- David Suchet (VF : Roger Carel) : Hercule Poirot
- Zoë Wanamaker (VF : Christine Delaroche) : Ariadne Oliver (épisode 2)
- David Yelland : George le valet (épisode 4)

## Invités
- Alice Eve : Lenox Tamplin (épisode 1)
- Jaime Murray : Ruth Kettering (épisode 1)
- Lindsay Duncan : Lady Tamplin (épisode 1)
- Alexander Siddig : Mr Shaitana (épisode 2)
- Michael Fassbender : George Abernethie (épisode 3)
- Lucy Punch : Susannah Henderson (épisode 3)
- Monica Dolan : Cora Gilchrist (épisode 3)
- Jenny Agutter : Adela Marchmont (épisode 4)

## Épisodes

### Épisode 1:Le Train bleu
- États-Unis : 11 décembre 2005
- Royaume-Uni : 1er janvier 2006
- France : 12 mai 2006

- James D'Arcy (Derek Kettering)
- Alice Eve (Lenox Tamplin)
- Nicholas Farrell (Major Knighton)
- Bronagh Gallagher (Ada Mason)
- Tom Harper (Corky)
- Jane How (dame au bal)
- Samuel James (steward)
- Helen Lindsay (Sœur Rosalia)
- Oliver Milburn (Comte de La Roche)
- Jaime Murray (Ruth Kettering)
- Roger Lloyd Pack (Inspecteur Caux)
- Etela Pardo (Dolores)
- Georgina Rylance (Katherine Grey)
- Josette Simon (Mirelle Milesi)
- Lindsay Duncan (Lady Tamplin)
- Elliott Gould (Rufus Van Aldin)

Poirot est invité à la soirée d'anniversaire de Ruth Kettering, la fille d'un magnat du pétrole Rufus Van Aldin. Mais elle veut divorcer de son mari Derek que Rufus ne supporte pas, car celui-ci passe ses nuits à perdre aux cartes face au Comte de La Roche qui a une liaison avec Ruth. Durant la soirée, le détective rencontre Katherine, une femme qui vient d'hériter d'une grosse fortune qui doit se rendre chez sa cousine à Nice. Il accepte de l'accompagner le lendemain dans le Train Bleu dans lequel se trouveront également Ruth, sa suivante (jusqu'à Paris), son mari et son amant. Pendant le voyage, Ruth et Katherine s'échangent de cabine pour que la première soit plus près de son amant. Mais à l'arrivée, Ruth est retrouvée battue à mort, son splendide rubis, le "Cœur de feu", est volé ce qui laisse penser à un accident lors d'un vol par un étranger.
- Major Knighton et Ada Mason

### Épisode 2:Cartes sur table
- États-Unis : 11 décembre 2005
- Royaume-Uni : 19 mars 2006
- France : 19 mai 2006

- Alexander Siddig (Mr Shaitana, victime)
- David Westhead (Superintendant Jim Wheeler, "limier")
- Robert Pugh (Colonel Hughes, "limier")
- Tristan Gemmill (Major Despard, "assassin")
- Alex Jennings (Dr Roberts, "assassin")
- Lesley Manville (Mrs Lorrimer, "assassin")
- Lyndsey Marshal (Miss Meredith, "assassin")
- James Alper (maître d'hôtel de Mr Shaitana)
- Philip Bowen (Mr Luxmore)
- Cordelia Bugeja (Mrs Luxmore)
- Zigi Ellison (Mrs Craddock)
- Lucy Liemann (Miss Burgess)
- Jenny Ogilvie (Millie)
- Douglas Reith (Serge Maurice)
- Honeysuckle Weeks (Miss Dawes)
- Philip Wright	(Sergent O'Connor)

- Dr Roberts : meurtres de Mrs Cradock et Mr Sheitana
- Roda (amie de Miss Meredith) : meurtre de Mrs Benson et tentative de meurtre sur Miss Meredith

- d'après le roman Cartes sur table (1936)
- Cet épisode marque la première apparition d'Ariadne Oliver (Zoë Wanamaker)
- Les personnages du superintendant Battle et du colonel Race sont renommés.

### Épisode 3:Les Indiscrétions d'Hercule Poirot
- Royaume-Uni : 26 mars 2006
- France : 2 juin 2006

- Philip Anthony (pasteur)
- Robert Bathurst (Gilbert Entwhistle)
- Anna Calder-Marshall (Maude Abernethie)
- John Carson (Richard Abernethie)
- Kevin Doyle (Inspecteur Morton)
- Michael Fassbender (George Abernethie)
- Fiona Glascott (Rosamund)
- Geraldine James (Helen Abernethie)
- Dominic Jephcott (Dr Larraby)
- Vicky Ogden (Janet)
- Julian Ovenden (Michael Shane)
- Lucy Punch (Susannah Henderson)
- William Russell (Lanscombe)
- Annabel Scholey ("Miss Sorrel")
- Anthony Valentine (Giovanni Gallaccio)
- Benjamin Whitrow (Timothy Abernethie)
- Monica Dolan (Miss Gilchrist / Cora)

Richard Abernethie meurt d'une crise cardiaque, toute la famille se rend à ses funérailles. Lors de l'ouverture de son testament, toute la famille est stupéfaite que le neveu George est totalement déshérité. La sœur de Richard, Cora, artiste peintre, que personne n'avait revue depuis des années, émet l'hypothèse qu'il aurait été assassiné. Le lendemain, elle est retrouvée massacrée à la hache, tandis que les actes de notariés ont disparu. Le notaire de la famille fait alors appel à Hercule Poirot pour enquêter. En discutant avec la domestique de Cora, Miss Gilchrist, le détective pense que Richard semble être empoisonné et l'assassin est un membre de la famille Abernathy. Il rencontre un à un les membres de la famille pour vérifier leur emploi du temps le lendemain des funérailles. Tous semblent avoir un alibi, mais ils cachent des choses, alors que l'on apprend que le testament de Richard est un faux.
- Miss Gilchrist

### Épisode 4:Le Flux et le Reflux
- Royaume-Uni : 2 avril 2006
- France : 26 mai 2006

- Jenny Agutter (Adela Marchmont)
- Patrick Baladi (Rowley Cloade)
- Eva Birthistle (Rosaleen / Eileen)
- Elliot Cowan (David Hunter)
- Amanda Douge (Lynn Marchmont)
- Penny Downie (Frances Cloade)
- Richard Durden (Pebmarsh)
- Claire Hackett (Beatrice Lippincott)
- Richard Hope (Superintendant Harold Spence)
- Celia Imrie ("Tante" Kathy Cloade)
- Nicholas Le Prevost (Major James Porter)
- Tim Pigott-Smith (Dr Lionel Cloade)
- Elizabeth Spriggs (Mrs Leadbetter)
- Pip Torrens (Jeremy Cloade)
- Tim Woodward (Enoch Arden / Charles)
- Martha Barnett (la "vraie" Rosaleen)

Dans un club, le vieux major Porter raconte à Poirot une vieille anecdote ayant lieu deux ans plus tôt durant laquelle il a été témoin : Gordon, le membre le plus riche de la famille Cloade qui vient d'épouser la jeune veuve Rosaleen quelques jours plus tôt, meurt dans une explosion de gaz (blessant au passage le major qui passait dans le coin). Toute sa fortune va à sa nouvelle femme qui s'en sort indemne avec son frère David Hunter. Deux ans plus tard, la famille connait des soucis financiers alors que Rosaleen, bien ayant héritée, vit sous la coupe de son frère qui ne laisse pas un sous à la famille.
- Rowley Cloade (meurtre accidentelle du soi-disant Charles Harden)
- David Hunter (explosion chez Gordon Cloade causant une dizaine de morts, dont sa sœur Rosaleen, deux ans plus tôt)

Anomalie dans cet épisode : avant de se suicider, le major Porter écrit de la main gauche, mais se suicide juste après avec un revolver qu'il tient dans sa main droite.